# 哥廷根七君子

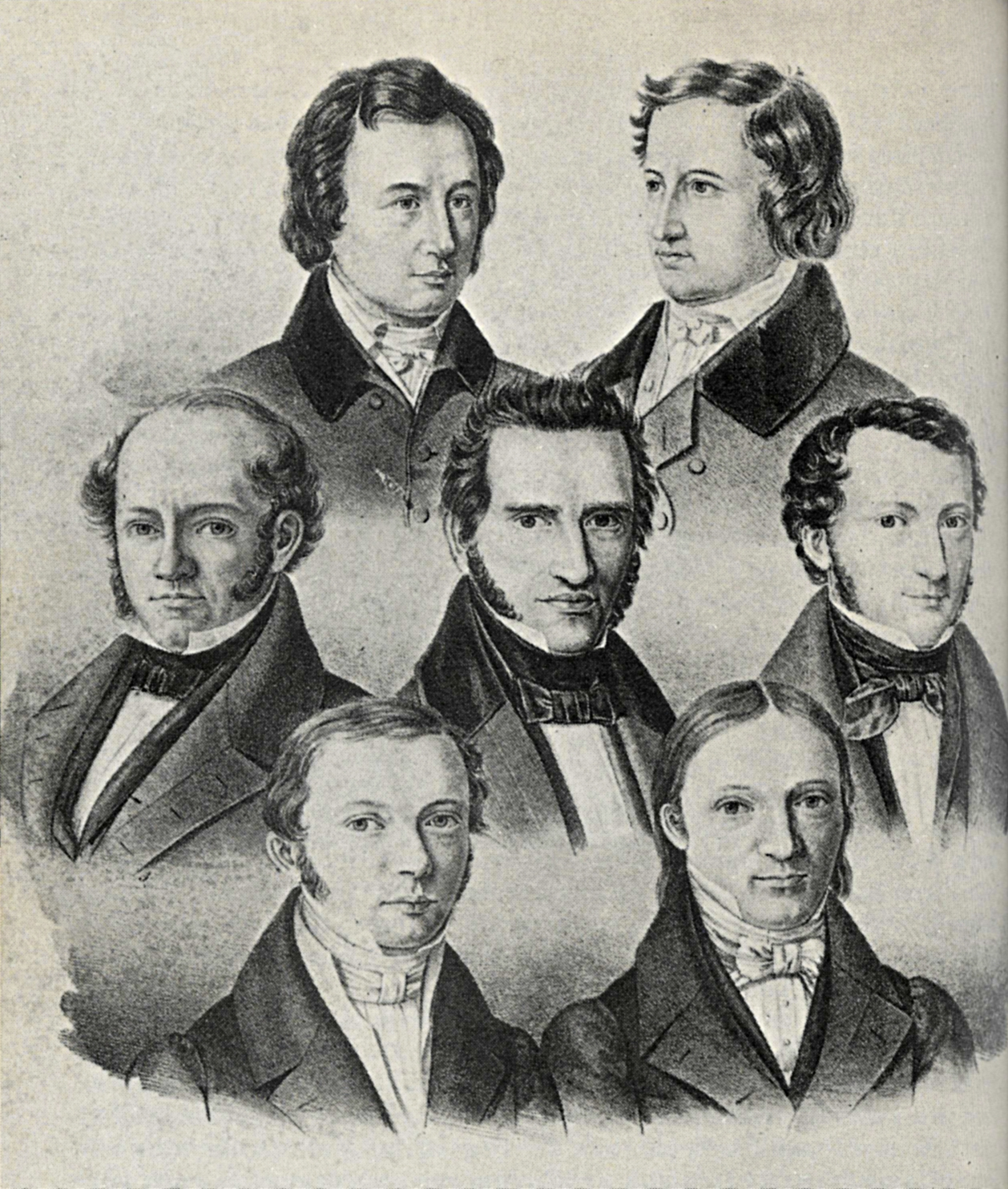
哥廷根七君子
上：格林兄弟（威廉及雅克布·格林）
中：威廉·愛德華·阿爾布雷希特、
弗里德里希·克里斯托弗·達爾曼、
格奥尔格·哥特弗利德·格维努斯
下：威廉·愛德華·韋伯、
海因里希·埃瓦尔德

哥廷根七君子（Göttinger Sieben）是一群在1837年抗議漢諾威王國廢棄憲法的大學教授。這七位教授被因此解職，其中三位則被驅除出境。

## 成員
七君子皆是哥廷根大學的教授：
- 威廉·愛德華·阿爾布雷希特（Wilhelm Eduard Albrecht），國家法學者
- 弗里德里希·克里斯托弗·達爾曼（Friedrich Christoph Dahlmann），歷史學者
- 海因里希·埃瓦尔德（Heinrich Ewald），東方學者，数学王子高斯的女婿
- 格奥尔格·哥特弗利德·格维努斯（Georg Gottfried Gervinus），文學史學者
- 雅各布·格林，法學、德語學者
- 威廉·格林，法學、德語學者
- 威廉·爱德华·韦伯，物理學者

## 經過

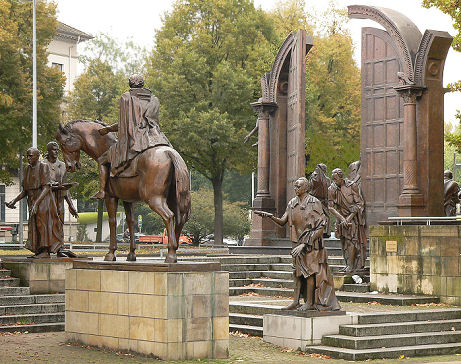
在下萨克森州議會（漢諾威）前的《哥廷根七君子紀念碑》

在結束123年與大不列顛王國的共主邦联後，汉诺威王国在1837年迎來了自己的君主恩斯特·奧古斯特一世。就在恩斯特·奧古斯特一世於1837年11月1日登基後，他宣布廢棄漢諾威王國由前任國王威廉四世欽定的、相當自由主義的憲法（國家基本法）。 於是，格林兄弟等哥廷根七君子便在同年11月18日提出了一份抗議信。
同年11月底，大學副校長及四位學院長在未經大學授權的情況下，以大學名義向國王在 Rothenkirchen 的行宮提交了一份聲明，其中宣告大學與此七人斷絕任何關係並對七君子的信念加以貶斥。
1837年12月12日，恩斯特·奧古斯特解除了這七位教授的職位，甚至將其中三人——達爾曼、雅各布·格林以及格维努斯——驅逐出境；他們隨後於1840年，在當時的普魯士國王腓特烈·威廉四世推薦下，部分地恢復了職位。與此同時，七君子的行動引發了各地民眾巨大的響應， 民眾甚至捐錢資助被驅逐出境的三人。最後，主張自由主義的群眾運動再也無法用政府命令或規定加以壓制。
各種高舉自由主義信念的的抗議活動、抗議信在全德意志地區如雨後春筍般出現、擴散開來。身為哥廷根七君子發起人之一的雅克布·格林在稍後發表了一份辯解聲明論述了他為何決定起身反抗。
在1848年的法蘭克福國民議會上，雅克布·格林得到了一個榮譽席位，阿爾布雷希特、達爾曼以及格维努斯等人則成為了憲法草案的共同起草者。哥廷根大學則在放逐這些卓越的教師後，名譽受到相當長時間的傷害。

## 紀念

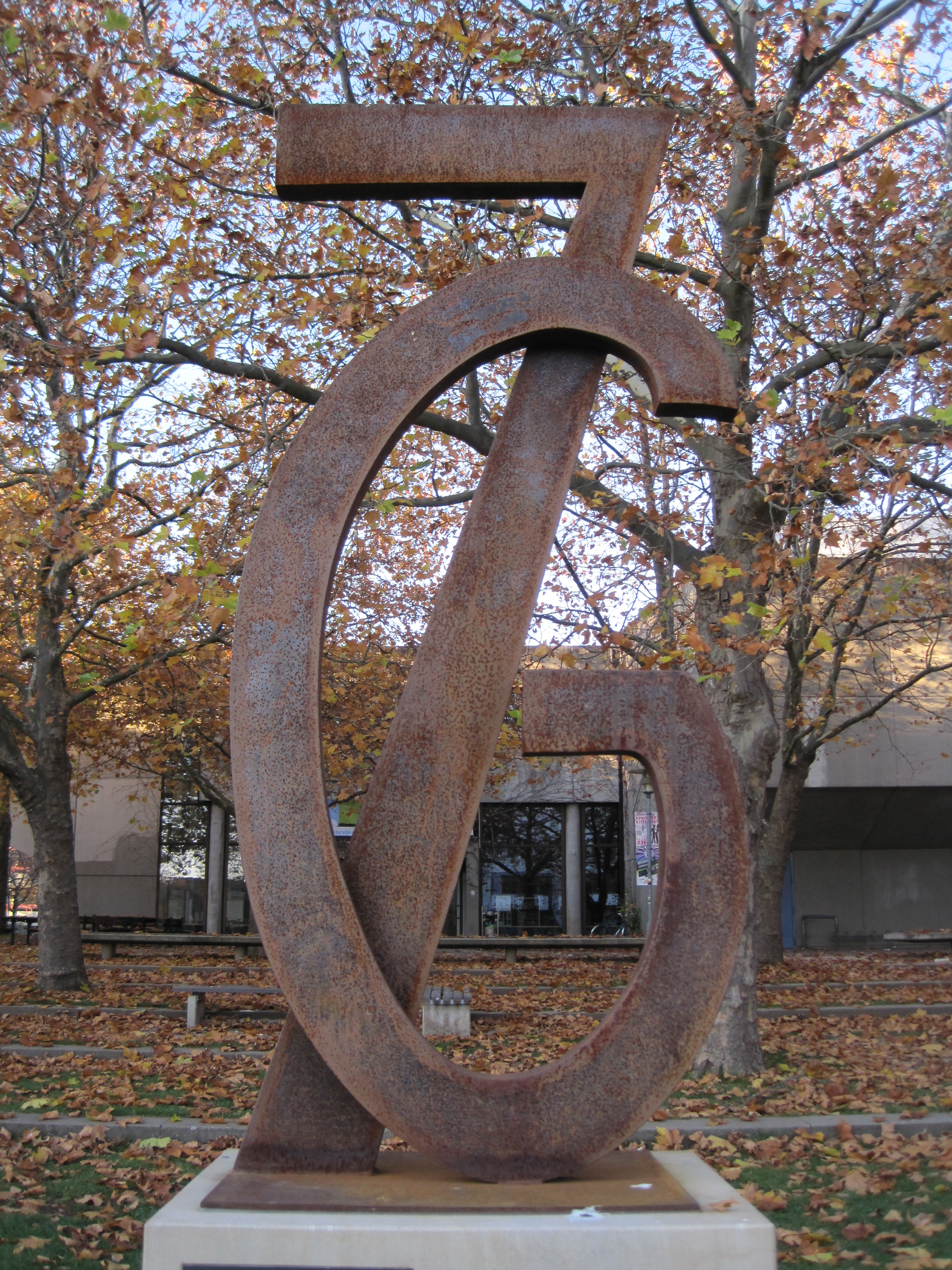
在哥廷根大學的《哥廷根七君子紀念雕塑》

1987年， 在哥廷根大學講堂前立了一面哥廷根七君子紀念牌。
1988年，下薩克森州議會所在的漢諾威萊納宮，在長廊上揭示了一塊紀念牌，紀念這七位教授。 十年後，1998年在下薩克森州議會的前庭廣場——它被命名為哥廷根七君子廣場——上，豎立一座由義大利藝術家 Floriano Bodini（1933–2005）以青銅雕塑的哥廷根七君子紀念碑。
在哥廷根，哥廷根大學的中央校區也被命名為哥廷根七君子廣場。並從2011年起，立了一座由君特·格拉斯設計、並與他的出版者 Gerhard Steidl 共同捐贈的「哥廷根七君子紀念雕塑」。
在2012年11月2日，在哥廷根七君子受迫害後的175年後，德國郵政發行了一張55分紀念郵票，紀念這七位教授。
2015年11月19日，在歷經相當激烈與分歧的討論後，哥廷根火車站前廣場上的一座紀念碑揭幕了，這座紀念碑原是漢諾威主車站前的恩斯特·奧古斯特紀念碑的複製品。不過這位國王騎馬昂揚的雕塑卻被撤除，只有基座。而原版基座上的銘刻「他忠實子民的國家之父」（Dem Landesvater sein treues Volk）也被更改為「國家之父，他的哥廷根七君子」（Dem Landesvater seine Göttinger Sieben）。 基座的另一面，則刻上哥廷根七君子的全名，而捐贈者藝術家 Christiane Möbus 的名字也列在他們七人之下。然而在揭幕的四天後發現了一個令人難過的錯誤：基座上的年份數字錯了。哥廷根七君子事件發生的年份是1837年（MDCCCXXXVII），而非1827年（MDCCCXXVII），雕刻上缺了一個X。

### 引用
1. ↑  B. Jacob Grimm: Weisheit aus der Sprache.
2. 1 2  N.N.: Das Landesdenkmal „Die Göttinger Sieben“ vor dem Landtagsgebäude, hrsg. vom Präsident des Niedersächsischen Landtages, Referat für Öffentlichkeitsarbeit, Protokoll, Dezember 2005, Neuauflage 20.
3. ↑  Skulptur der Göttinger Sieben von Günter Grass （页面存档备份，存于） auf der Website der Stadt Göttingen
4. ↑  .   [2016-06-04]. （原始内容存档于2015-09-24）.
5. ↑  Heidi Niemann, Sie dieses Denkmal? –Göttingen enthüllt umstrittenen Sockel|autor[永久], Göttinger Tageblatt, 2015.11.19
6. ↑  Ulrich Schubert, Ein X zu wenig am neuen Denkmal vor dem Bahnhof in Göttingen （页面存档备份，存于）, Göttinger Tageblatt, 2015.11.23

## 外部連結
- Wilhelm Bleek: Die aufrechten Sieben（页面存档备份，存于） in: ZEIT Geschichte Nr. 4/2012 auf Zeit online